# Рогачёвское шоссе
Региона́льная автомоби́льная доро́га 46К-0322 (Рогачёвское шоссе́, бывшая Р113) — автомобильная дорога межмуниципального значения Красная Горка — Лобня — Каменка — Фёдоровка — Рогачёво. Проходит по территории Московской области.

## Маршрут

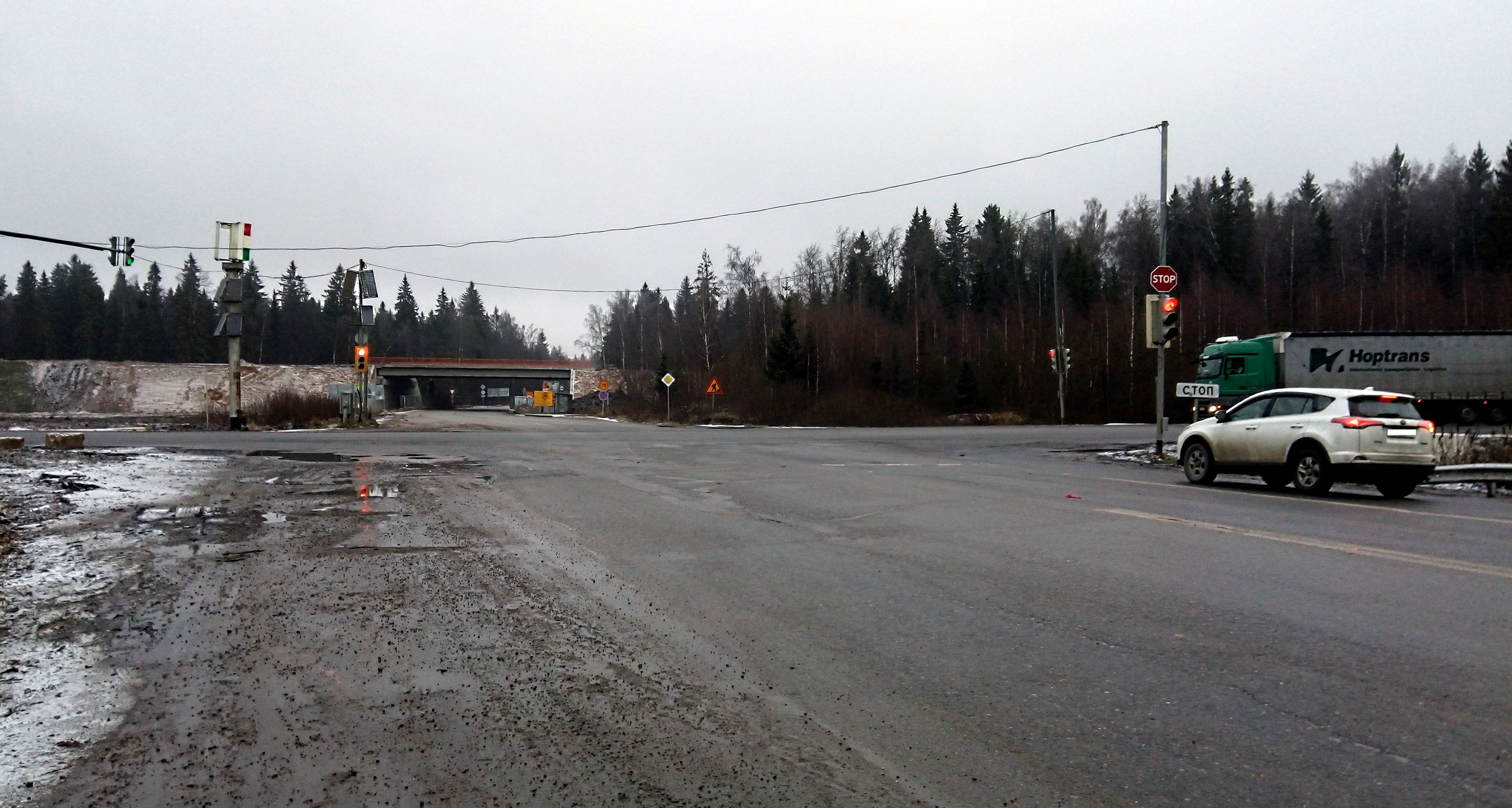
Рогачёвское шоссе, ММК и будущая ЦКАД

Автодорога начинается в поселке сельского типа Красная горка Мытищинского района, как ответвление от Дмитровского шоссе. Проходит через город Лобня, пересекает Московское Малое Кольцо (А107) и заканчивается в селе Рогачёво Дмитровского района, где автодорога примыкает к Московскому Большому Кольцу (А108).
К 2010 году на Рогачёвском шоссе планировалось построить путепровод через железнодорожные пути Савёловского направления Московской железной дороги (в настоящий момент железнодорожный переезд).
Дорога имеет 2 полосы движения (по одной в каждую сторону) и проходит через большое количество населенных пунктов.

## История
Рогачевское шоссе — это часть старинного Рогачевского тракта, который соединял Москву и город Корчева. Тракт проходил через населенные пункты Корчевского уезда: Дмитрова Гора (Гора), Пенье, Малые Ручьи(Ручьи), Дулово, и Дмитровского уезда: Олисово, Рогачево, Ахолова и Московского уезда: Коровий Враг, др.
Населенные пункты в 1862 году:

деревни Олисова, Александрова, Позднякова, Мурдасова, Поповская, село Ивановское (Егорьевское), д. Новоселки, с. Горчаково, сельцо Селино, сц. Кульпино, деревни Клусова, Аннинка, Петровка, с. Храброво, д. Свистуха, д. Кменка, с. Удино и другие.
Сохранившийся участок исторической трассы в Москве — Коровинское шоссе.

## Достопримечательности
- 40 км — Шутов камень

## Населённые пункты
0 км — Красная горка
4 км — Лобня
9 км — Озерецкое
17 км — пересечение с Московским Малым Кольцом (А107)
19 км — Удино
22 км — Каменка
37 км — Фёдоровка (ответвление на Яхрому)
48 км — Семёновское
56 км — Рогачёво